# جنبش اجتماعی
جنبش اجتماعی (به انگلیسی: Social movement) در اصطلاح دانش جامعه‌شناسی، هرگونه کوشش جمعی برای پیش‌برد منافع مشترک، یا تأمین هدف اصلی از طریق عمل جمعی خارج از حوزهٔ نهادهای رسمی و دولتی است. جنبش ها میتوانند درفضایه حقیقی یا مجازی شکل بگیرند یکی از مثال های جنبش مجازی جنبش ((صدایِ بیداری))بود که توسط اینستاگرام به سرعت سرکوب شد این جنبش درحقیقت جنبش برای مقابله با فراماسونری،سرمایه داری و شست و شوی ذهنی رسانه ای اروپایی و ... بود(به ضدفراماسونری در ویکی پدیا رجوع شود) .اندازهٔ جنبش اجتماعی بستگی به تعداد اعضای آن جنبش دارد؛ جنبش‌های اجتماعی کوچک، جنبش‌هایی هستند که اعضای آن‌ها کم‌تر از صد نفر است. جنبش‌های اجتماعی بزرگ، جنبش‌هایی هستند که هزاران یا میلیون‌ها نفر را در برمی‌گیرند. بعضی از جنبش‌ها در چهارچوب قوانین جوامعی فعالیت می‌کنند که در آن حضور دارند؛ در حالی که جنبش‌های دیگر به صورت گروه‌های غیرقانونی یا زیرزمینی فعالیت می‌کنند. عمل جنبش‌های اجتماعی بر قوانین اثرگذار است. همچنین ممکن است خط فاصل میان جنبش‌های اجتماعی و سازمان‌های رسمی وجود نداشته باشد، یا جنبش‌های استقرار یافته به صورت سازمان‌های رسمی درآیند.

## طبقه‌بندی جنبش‌های اجتماعی
- جنبش دگرگون‌ساز یکی از انواع جنبش‌های اجتماعی است که هدف آن دگرگونی فراگیر در جامعه است. تغییراتی که اعضای این جنبش‌ها در پی آن هستند، دگرگونی‌های سریع و عظیم، جامع و فراگیر و همراه با خشونت است. این جنبش‌ها اغلب به انقلاب منجر می‌شود و ساختار جامعه را تغییر می‌دهد.

- جنبش اصلاحات معمولاً هدف‌های محدودتری دارد و می‌خواهد تنها برخی جنبه‌های نظم اجتماعی موجود را تغییر دهد. این جنبش به انواع ویژه‌ای از نابرابری یا بی‌عدالتی و تبعیض توجه نشان می‌دهد. جنبش‌های دگرگون‌ساز و اصلاح‌طلب هر دو خواهان تغییرات در سطح جامعه‌اند؛ تفاوت اصلی این است که جنبش‌های اصلاحات یک فرایند اجتماعی درازمدت را در برمی‌گیرد.

- جنبش رستگاری‌بخش جنبشی است که در صدد نجات افراد از آن شیوه‌های زندگی است که به نظر آن‌ها فاسدکننده‌است. بسیاری از جنبش‌های مذهبی، اگر توجه خود را به رستگاری شخصی معطوف کنند؛ از جنبش‌های رستگاری‌بخش محسوب می‌شوند. رهبران این جنبش‌ها معتقدند رشد معنوی افراد نشانه حقیقی ارزش آن‌هاست.

- جنبش تغییردهنده دسته‌ای دیگر از جنبش‌های اجتماعی است که با هدف ایجاد تغییر جزئی در رسم‌ها، عادت‌ها و هنجارهای افراد فعالیت می‌کند و می‌خواهد ویژگی‌های معینی را تغییر دهد.

## شرایط پیدایش جنبش‌های اجتماعی
- زمینه ساختاری به معنی شرایط کلی اجتماعی که مشوق یا مانع تشکیل انواع مختلف جنبش‌های اجتماعی باشد در شکل‌گیری این جنبش‌ها نقش دارد. هر چقدر جنبش‌های اجتماعی بیش‌تر توسط سیاست‌گذاران جامعه تحمل شود؛ این جنبش‌ها بیش‌تر توسعه خواهند یافت.

- فشار ساختاری به تنش‌ها، تضادها و ابهام‌هایی گفته می‌شود که باعث ایجاد منافع متعارض در درون جامعه می‌گردد. این گونه فشارها در شکل نگرانی دربارهٔ آینده، اضطراب‌ها، ابهامات، یا برخورد مستقیم هدف‌ها ابراز می‌شوند. منابع فشار ممکن است کلی یا ویژه موقعیت‌های معینی باشند.

- گسترش باورهای تعمیم‌یافته به معنی تأثیرگذاری‌های جهان‌بینی‌های مختلف؛ می‌تواند باعث افزایش نارضایتی‌ها و هدایت مردم برای یافتن راه‌های عملی رفع آن‌ها شود.

- عوامل شتاب‌دهنده، حوادث یا رویدادهایی هستند که در واقع موجب می‌شود کسانی که در جنبش شرکت می‌کنند مستقیماً وارد عمل شوند. در حقیقت، این عوامل جزو شرایط پیدایش جنبش‌ها نیست؛ بلکه به شکل‌گیری آن سرعت می‌بخشد.

- شرط دیگر پیدایش جنبش‌های اجتماعی، وجود گروه هماهنگ است که برای عمل بسیج شده، وجود داشته باشد. هر جنبش اجتماعی نیازمند رهبر، منابع پولی و مادی، و وسایل ارتباط منظم بین شرکت‌کنندگان است.

- چگونگی پیدایش و توسعه جنبش‌های اجتماعی به شدت از عملکرد کنترل اجتماعی تأثیر می‌پذیرد. حاکمان ممکن است با مداخله و تعدیل زمینه ساختاری و فشار که انگیزه ظهور جنبش را ایجاد کرده‌است؛ به جنبش پاسخ دهند. نیروهای مسلح در کنترل اجتماعی تأثیرگذار هستند. اختلافات در درون پلیس و ارتش می‌تواند تأثیر قاطع در تعیین نتیجه رویارویی‌های میان جنبش‌های انقلابی و حاکمان داشته باشد.

## بررسی تاریخی جنبش‌های اجتماعی
جنبش‌های اجتماعی اهمیتی را که در جوامع امروزی به فعال‌گرایی در دست‌یابی به هدف‌ها داده می‌شود منعکس می‌کنند. برای بررسی جنبش‌های اجتماعی نگرش تاریخی می‌تواند تأثیرگذار باشد. جنبش‌های اجتماعی صرفاً پاسخی غیرعقلانی به اختلافات یا بی‌عدالتی‌های اجتماعی نیستند. آن‌ها در بردارنده دیدگاه‌ها و راهبردهایی هستند که نشان می‌دهند چگونه می‌توان بر این اختلافات و بی‌عدالتی‌ها چیره شد. جنبش‌های اجتماعی را نمی‌توان به عنوان شکل‌های انجمن و همکاری درک کرد. جنبش‌های اجتماعی در تعارض سنجیده با گروه‌های دیگر معمولاً با سازمان‌های رسمی و گاهی با جنبش‌های رقیب ظهور می‌کنند. همه جنبش‌های اجتماعی منافع یا هدف‌هایی دارند که به دنبال آن هستند؛ دیدگاه‌ها و عقایدی وجود دارد که جنبش‌ها با آن مخالف‌اند. دیدگاه‌های تغییریافته نیز می‌تواند باعث دگرگونی در جهت‌گیری جنبش‌های اجتماعی شود. جنبش‌های اجتماعی باید در زمینه آنچه میدان عمل نامیده می‌شود؛ مطالعه گردند. این اصطلاح به ارتباطات بین جنبش اجتماعی و نیروها یا عواملی گفته می‌شود که جنبش در برابر آن‌ها قرار گرفته‌است. فرایند گفتگوی متقابل که در میدان عمل وجود دارد، ممکن است به تغییر در شرایطی منجر شود که جنبش در صدد مبارزه با آن بوده‌است، اما همچنین ممکن است به ترکیب و یکی‌شدن دیدگاه‌های هر دو طرف بینجامد. در هر حالت، جنبش ممکن است محو شود یا به عنوان یک سازمان دایمی نهادی شود.

## نظریه‌های جنبش اجتماعی
جامعه‌شناسان چندین نظریه مرتبط با جنبش های اجتماعی ایجاد کرده‌اند [کندال، ۲۰۰۵]. برخی از روش‌های شناخته‌شده‌تر در زیر توضیح داده شده‌اند. از نظر زمانی عبارتند از:
- نظریه مارکسیستی (دهه ۱۸۸۰)
- رفتار جمعی / کنش جمعی نظریه‌ها (دهه ۱۹۵۰)
- نظریه محرومیت نسبی (دهه ۱۹۶۰)
- نظریه ارزش افزوده (دهه ۱۹۶۰)
- بسیج منابع (دهه ۱۹۷۰)
- نظریه فرآیند سیاسی (دهه ۱۹۸۰)
- نظریه چارچوب‌بندی (دهه ۱۹۸۰) (نزدیک به نظریه ساخت‌گرایی اجتماعی)
- نظریه جنبش اجتماعی جدید (دهه ۱۹۸۰)

### نظریه‌ها
نظریه‌های مربوط به جنبش‌های اجتماعی را می‌توان در سه رویکرد طبقه‌بندی کرد:
- رویکرد رفتارگرایی

شامل نظریه‌های نظریه پردازانی همچون گوستاو لوبون، نیل اسملسر، جیمز دیویس، رابرت تد گر، کورن هازر، هربرت بلومر، رالف ترنر و لوئیس کیلیان.
- رویکرد نهادی

شامل نظریه‌های نظریه پردازانی همچون مانکور السون، آنتونی اوبرشال، زالد و مک‌کارتی، چالرز تیلی، سیدنی تارو، جو فریمن، دیوید اسنو.
- رویکرد جامعه مدنی

شامل نظریه‌های نظریه پردازانی همچون آلن تورن، یورگن هابرماس، مانوئل کاستلز، و آلبرتو ملوچی.

## جنبش‌های اجتماعی در جهان
جنبش حقوق مدنی در ایالات متحده آمریکا، جنبش حق رأی زنان، جنبش پروتستان در اروپا، جنبش استقلال‌طلبانه هند و جنبش ضد آپارتاید در آفریقای جنوبی از مهم‌ترین جنبش‌های اجتماعی جهان هستند.

## جنبش‌های سیاسی و اجتماعی ایران معاصر
در تاریخ ایران معاصر؛ جنبش مشروطه با هدف شکل‌گیری مطبوعات آزاد، تشکیل مجلس، ایجاد انجمن‌ها و احزاب و تبدیل حکومت سلطنت مطلقه به سلطنت مشروطه آغاز گردید. افرادی چون میرزا ملکم‌خان، میرزا یوسف‌خان؛ شیخ هادی نجم‌آبادی از طرفداران کاستن قدرت پادشاه در ایران بودند. پس از جنبش مشروطه، جنبش اسلام انقلابی که در نتیجه مخالفت داخلی با محمدرضا پهلوی به رهبری روح‌الله خمینی آغاز گردید که با تفسیر جهان‌بینی عقاید شیعه آغاز شد. این جنبش تا حدی نشان‌دهنده واکنش علیه تأثیر اروپا و در جهت ابراز هویت مذهبی شکل گرفت. پس از انقلاب ۱۳۵۷، آیت‌الله خمینی حکومتی بر طبق قوانین سنتی اسلامی تأسیس کرد که امروزه جمهوری اسلامی ایران نامیده می‌شود.همچنین در سال 1401 در واکنش به کشته شدن مهسا امینی یک خیزش ملی در سراسر ایران شکل گرفت که خواهان سرنگونی حکومت دینی ، استقرار دموکراسی سکولار و احیای هویت ملی تحقق مطالبات گسترده و متفاوت اجتماعی/فرهنگی ،سیاسی و اقتصادی بود. شعار اصلی این اعتراضات زن زندگی آزادی بود. این جنبش ملی ریشه در معضلات ،مشکلات و کمبودهای سیاسی /اجتماعی ،فرهنگی و اقتصادی بود که جنبش مشروطه در حل این مشکلات ناکام و شکسته خورده بود